# Mastax histrio
Mastax histrio é uma espécie de carabídeo da tribo Brachinini, com distribuição na Índia, Sri Lanka e Paquistão.